# Lahnajärvi (sjö i Finland, Kajanaland, lat 64,08, long 30,05)
Lahnajärvi är en sjö i Finland. Den ligger i kommunen Kuhmo i landskapet Kajanaland, i den östra delen av landet, 500 km nordost om huvudstaden Helsingfors. Lahnajärvi ligger 206 meter över havet. Arean är 30,5 hektar och strandlinjen är 2,89 kilometer lång. Sjön  ingår i Uleälvens huvudavrinningsområde. 